# مارتين ليفيت
مارتين ليفيت (بالإنجليزية: Martine Leavitt)‏ (1953 في كندا)؛ كاتِبة مُتخصِّصة في أدب الأطفال وروائية أمريكية. درست في جامعة كالغاري.